# Il potere del cane (Winslow)
Il potere del cane è un romanzo thriller-criminale dello scrittore americano Don Winslow, pubblicato nel 2005. Primo della 'Trilogia del Cartello', basata sul coinvolgimento della DEA nella Guerra alla droga. Il protagonista, Art Keller, compare anche nei seguenti Il Cartello (2015) e Il Confine (2019). 

## Trama
(Salmo 22,21 e citazione iniziale del romanzo)
1975. Art Keller, giovane agente della DEA, aiuta il poliziotto Don Miguel Ángel "Tío" Barrera ad abbattere il cartello di Sinaloa, un cartello di produttori di droga. Dopo l'uccisione a Culiacán di Don Pedro Avilés, capo del cartello, da parte della polizia del Sinaloa, Don Miguel Ángel "Tío" Barrera assume il controllo della "Federación" che gestisce l'intero traffico di droga che dal Messico raggiunge gli Stati Uniti.
Barrera tiene il controllo della "Federación" da Guadalajara, nello Stato di Jalisco e suddivide i territori al confine con gli Stati Uniti in plazas da controllare tra i suoi luogotenenti, così a García Abrego tocca l'area del Golfo, a Güero Méndez la Bassa California e a Chalino Guzmán detto El Verde lo stato di Sonora dove ciascuno fonda il proprio cartello della droga.
Art Keller, che aveva inconsapevolmente aiutato Barrera ad assumere la guida della "Federación", nonostante il successo precedentemente riportato contro il cartello di Sinaloa decide di farsi assegnare alla non prestigiosa sede di Guadalajara per rimediare all'errore commesso. In seguito al rapimento all'uccisione di Ernie Hidalgo, amico e collega di Art Keller, si scatena una dura guerra senza esclusione di colpi.

## Personaggi
- Arthur "Art" "Arturo" Keller: agente della DEA, prende parte all'Operazione Condor, è ossessionato dall'idea di abbattere il cartello della droga dei Barrera e degli altri responsabili della morte del collega Ernie Hidalgo. Sposato con Althea.
- Adán Barrera: nipote di Don Miguel Ángel Barrera, fratello di Raúl. Trafficante di droga.
- Nora Hayden: prostituta. Amica di Juan Parada, amante di Adán, Sean e Jimmy Piccone.
- Sean Callan: gangster irlandese e sicario della mafia italiana.
- Don Miguel Ángel "Tio" Barrera: El Patron, capo della "Federación" che gestisce il traffico di droga. Zio di Adán e Raúl. Ispirato alla figura di Miguel Ángel Félix Gallardo.
- Juan Ocampo Parada: cardinale, prete della famiglia Barrera. Amico di Nora. Probabilmente ispirato alla figura del cardinale messicano Juan Jesús Posadas Ocampo.
- Güero Méndes: trafficante di droga, prima alleato e poi nemico della famiglia Barrera. Marito di Pilar. Ispirato alla figura di Héctor Luis Palma Salazar detto "El Güero Jaibo".
- Garcia Abrego: trafficante di droga. Ispirato alla figura di Juan García Ábrego.
- Chalino Guzmán detto El Verde: trafficante di droga. Ispirato alla figura di Joaquín Guzmán.
- Sal Scachi: ex colonnello dell'esercito degli Stati Uniti e poi membro della famiglia criminale dei "Calabrese".
- Jimmy Piccone: Membro della famiglia criminale dei "Calabrese".
- Fabián "El Tiburón" Martínez: sicario di Raul Barrera.
- Raúl Barrera: fratello più vecchio di Adán.
- Gloria Barrera: figlia di Adán e Lucia.
- O-Bop: amico di Sean Callan, gangster irlandese.
- Ernie Hidalgo: amico e collega di Art Keller. Ispirato alla figura di Enrique Camarena.
- Antonio Ramos: collega di Arthur, membro della polizia messicana.

## Edizioni italiane
- Il potere del cane, traduzione di Giuseppe Costigliola, Collana Stile Libero Big, Torino, Einaudi, 30 giugno 2009, ISBN 978-88-061-9891-6. - Collana Super ET, Einaudi, 2011, ISBN 978-88-062-0325-2.